# Último Segundo
O Último Segundo é um jornal da internet brasileira.
Cerca de 1500 notícias preparadas por jornalistas são exibidas no website diariamente. Ele foi criado em novembro de 1999 e entrou em funcionamento em dezembro do mesmo ano, como parte do planeamento do portal iG.
O projeto do jornal ocorreu pelas mãos do copresidente do iG, Matinas Suzuki Júnior, que foi seu diretor de jornalismo.

## Prêmio
- 2013: ganhou o Prêmio Abraf de Jornalismo[1]